# Selisoo
Selisoo este o arie protejată (sit de importanță comunitară — SCI) din Estonia întinsă pe o suprafață de 1.443,6 ha, integral pe uscat.

## Localizare
Centrul sitului Selisoo este situat la coordonatele 59°10′51″N 27°16′16″E / 59.1809°N 27.271°E.

## Înființare
Situl Selisoo a fost declarat sit de importanță comunitară în aprilie 2004 pentru a proteja un număr necunoscut de specii din flora spontană și fauna sălbatică aflate în arealul zonei.

## Biodiversitate
Situată în ecoregiunea boreală, aria protejată conține 4 habitate naturale: Lacuri și iazuri distrofice naturale, Turbării active, Depresiuni pe substraturi de turbă de Rhynchosporion, Mlaștini împădurite.
La baza desemnării sitului se află un număr nedeclarat de specii protejate.
Pe lângă speciile protejate, pe teritoriul sitului au mai fost identificate 2 specii de păsări.